# Pandanus gazelleensis
Pandanus gazelleensis är en enhjärtbladig växtart som beskrevs av Harold St.John. Pandanus gazelleensis ingår i släktet Pandanus och familjen Pandanaceae. Inga underarter finns listade.